# José Liberal de Castro
José Liberal de Castro mais conhecido como Liberal de Castro (Fortaleza, 21 de maio de 1926 – Fortaleza, 9 de setembro de 2022), foi um arquiteto brasileiro, ganhador do Troféu Sereia de Ouro e membro do Instituto do Ceará. Fundador do Departamento do Ceará do Instituto de Arquitetos do Brasil, autor de vários projetos que o consagraram entre os melhores profissionais de sua categoria no Brasil e de obras, ensaios e estudos que muito o recomendam.
Um dos protagonistas nos desdobramentos do estilo modernista nacional no Ceará, Liberal de Castro foi pioneiro no processo de documentação da arquitetura e do urbanismo cearenses. O arquiteto dedicou-se a estudar as origens e o desenvolvimento da cidade de Fortaleza e da arquitetura cearense, publicando inúmeras obras sobre a matéria, muitos artigos na Revista do Instituto do Ceará, além de livros como Fatores de Localização e Expansão da Cidade da Fortaleza e Arquitetura Eclética no Ceará. Por indicação dele, a Casa de José de Alencar e o Mercado da Carne, em Aquiraz, foram tombados pelo pelo Patrimônio Histórico Nacional em 1964 e 1984, respectivamente, assim como o Theatro José de Alencar, em 1964 e responsável pela restauração do Teatro São João, de Sobral.
Professor emérito da Universidade Federal do Ceará, Liberal de Castro teve papel fundamental na formação profissional de gerações de arquitetos cearenses e na difusão dos pressupostos da arquitetura moderna brasileira.
Faleceu em 09 de setembro de 2022, aos 96 anos, na cidade de Fortaleza. 

## Biografia
Filho de José e Matilde Martins de Castro. Estudou no Grupo Escolar Fernandes Vieira e no Colégio Cearense. Migrou para o Rio de Janeiro - então Capital Federal - no ano de 1944, em busca de novos horizontes profissionais e intelectuais. Durante o curso de Arquitetura, (1951-1955), conciliou as atividades acadêmicas com o trabalho na firma americana Standard Oil Company, onde desempenhou função na área técnica, com ampla atuação, mas não propriamente ligada à Arquitetura. 

### Formação acadêmica
Durante o curso, teve contato com grandes mestres e profissionais de prestígio da Arquitetura e Engenharia, como os arquitetos Paulo Santos, Roberto Burle Marx, Sérgio Bernardes, Affonso Eduardo Reidy e engenheiros como Aderson Moreira da Rocha, que aumentaram seu interesse pela arquitetura. 
A formação acadêmica se complementou com as incursões freqüentes à Sphan, onde mantinha contato próximo com o mestre Lúcio Costa e com as questões do Patrimônio. Freqüentou também o escritório do arquiteto Sérgio Bernardes, conhecido ícone da arquitetura moderna brasileira, onde trabalhou como estagiário e como arquiteto. Formou-se em Arquitetura pela Faculdade Nacional de Arquitetura.

### Carreira profissional
Ao retornar ao Ceará, lecionou, como instrutor, a disciplina de Desenho de Observação na Faculdade de Engenharia da Universidade Federal do Ceará, fundada em 1956. O contato afável com os estudantes e a experiência da atividade didática, revelou o pioneirismo e a determinação do mestre, que passou a ser referência para várias gerações de engenheiros e arquitetos.
Nesse período, integrou também a equipe técnica do Departamento de Obras e Projetos da Universidade Federal do Ceará, juntamente com os arquitetos Neudson Braga, Marcos Studart e Ivan Brito, responsáveis pelos projetos das primeiras obras da UFC, além do planejamento do novo Campus do Pici. Esta produção constitui importante acervo da primeira fase da arquitetura moderna cearense, da qual Liberal é um dos pioneiros. 
Iniciou sua produção de forma efetiva projetando alguns dos mais significativos edifícios modernos da UFC, a saber:
- A Pró-Reitoria de Extensão da UFC (antigo Departamento de Cultura da UFC, 1961), em parceria com José Neudson Braga, que está situada no Campus do Benfica, na Avenida da Universidade, defronte à Reitoria.

- Os Anexos da Reitoria da UFC, 1965.

- A Imprensa Universitária (1967), foi concebida também em parceria com o arquiteto José Neudson Braga. Localizada no Campus do Benfica,

Paralelamente aos projetos desenvolvidos para a Universidade, Liberal também realizou projetos particulares, muitos deles em parceria com colegas. Não são muitos os projetos e alguns dos edifícios já foram demolidos ou estão bastante descaracterizados, mas todos são marcados pelo esmero e o domínio da técnica, além da preocupação em conciliar elementos da arquitetura moderna com as condições locais – materiais e clima. Destacam-se os projetos de residências (a maior parte de amigos, com quem mantinha relação informal: Carlos d’Alge, (1967), Diatahy Bezerra de Menezes, (1973), Tiago Alfeu, (1967).
O arquiteto elaborou também projetos de edifícios diversificados, como prédios comerciais (Palácio Progresso, 1964), prédios escolares (Escola Padre José Nilson, 1961, Anexo do Colégio Cearense, 1957), prédios esportivos (Estádio Castelão, 1969), hoteleiros (Hotel Colonial, 1974), agências bancárias e edifícios da área de Saúde (Hospital Albert Sabin, 1972 e Instituto de Hemoterapia do Ceará, 1976).
Em seu trabalho, foi bastante profícua a parceria com o amigo arquiteto Neudson Braga, de que resultaram inúmeros projetos, como o planejamento e os edifícios do Campus da Uece, do Itaperi (1979-1996), o prédio do Hemoce e a agência do Banco do Nordeste do Brasil em Penedo (1970). Em parceria com Gerhard Bormann (17) e Reginaldo Rangel (18), projetou as agências do Banco do Nordeste do Brasil em João Pessoa (1969) e Natal (1970).

### A Escola de Arquitetura da UFC
O desafio maior do pioneirismo de Liberal e com maior repercussão na sua trajetória foi a fundação da Escola de Arquitetura da UFC. No ano de 1964, o então professor da Escola de Engenharia da UFC, José Liberal de Castro, juntamente com os também professores Neudson Braga, Armando Farias e Ivan Britto, foi convidado pelo Reitor Antônio Martins Filho para criar a Escola de Arquitetura da UFC.
A fundação da Escola serviu como ponto de inflexão na transformação da produção arquitetônica e na introdução da arquitetura moderna em Fortaleza. O curso de Arquitetura era tido como o grande centro de referência cultural da Universidade e da Cidade.
Os méritos do curso foram rapidamente reconhecidos quando uma equipe de alunos conquistou a Medalha de Ouro na Bienal de São Paulo, em 1969. À época, a Escola dispunha de uma biblioteca que constituía fonte fecunda de consulta, repleta de livros recém editados e periódicos estrangeiros, que forneciam aos arquitetos atualização profissional, pois passavam a ter ciência das últimas realizações internacionais.

## Distinções
- Em 1994 recebeu a Placa de Prata do Mérito Cultural da Fundação Cultural da Prefeitura Municipal de Fortaleza.
- Em 2017 recebeu o Troféu Sereia de Ouro, do Grupo Edson Queiroz, entregue pelo Sistema Verdes Mares.[25][26][27]
- Em 2018 recebeu a Medalha Iracema da Prefeitura Municipal de Fortaleza.[28][29]

## Homenagens
- A biblioteca do Curso de Arquitetura e Urbanismo da UFC foi batizada com o nome do arquiteto.

## Obra
- Comentários Sobre o Tema Arquitetura Brasileira, (1971),
- Pequena Informação Relativa à Arquitetura Antiga no Ceará, (1977),[30]
- Fatores de Localização e de Expansão da Cidade da Fortaleza, (1977),
- Influências Recíprocas na Arquitetura Luso-Brasileira, (1981),
- Notas Relativas à Arquitetura Antiga no Ceará, (1981),
- Ceará - Sua Arquitetura, Seus Arquitetos, (1982),
- O Ecletismo Arquitetônico no Ceará, (1986).
- Arquitetura do Ferro: Memória e Questionamento, (1993),[31]
- Arquitetura no Ceará: O Século XIX e Algumas Antecedências, (2001),[32]
- Igreja Matriz de Viçosa do Ceará: Arquitetura e Pintura do Forro, (2001),[33]
- Ah, Fortaleza!: 1880-1950, (2009),[34]
- Passeio Público – Espaços, Estatuária e Lazer, (2016),